# Tubeway Army (musikalbum)
Tubeway Army är den brittiska gruppen Tubeway Armys debutalbum. Det utgavs 1978 i en begränsad upplaga om fem tusen exemplar (inofficiellt kallad "The Blue Album" på grund av skivans blåfärgade vinyl och det blåa omslaget) som såldes slut men inte tog sig in på någon lista. Efter att det nästföljande albumet Replicas blivit en stor framgång 1979 återutgavs det i ett nytt omslag med ett stiliserat porträtt på sångaren och frontmannen Gary Numan och nådde då 14:e plats på brittiska albumlistan.

## Låtförteckning
Alla låtar komponerade av Gary Numan.
1. Listen To The Sirens – 3:06
2. My Shadow In Vain – 2:59
3. The Life Machine – 2:46
4. Friends – 2:31
5. Something's In The House – 4:15
6. Every Day I Die – 2:25
7. Steel And You – 4:45
8. My Love Is A Liquid – 3:33
9. Are You Real – 3:26
10. The Dream Police – 3:39
11. Jo The Waiter – 2:41
12. Zero Bars (Mr. Smith) – 3:11

## Medverkande
- Gary Numan – sång, gitarr, synthesizer
- Paul Gardiner – basgitarr, bakgrundssång
- Jess Lidyard – trummor

## Källa
- Tubeway Army, Discogs.com